# 莞广高速公路
东莞－广州高速公路，简称莞广高速，中国国家高速公路网编号为G1536，是沈海高速公路的联络线之一，起点位于东莞市，终点位于广州市，全线位于广东省。
线路由莲花山跨江公路通道（原省高速编号为S37）升级而来，起于东莞市望牛墩镇的广深高速望牛墩互通，经东莞市麻涌镇，跨越狮子洋，终到广州市番禺区化龙镇，并汇入南沙港快速路，全长约 24.5 km，拟采用双向八车道高速公路标准，设计时速 100 km/h。